# Edison-Lalande-Element

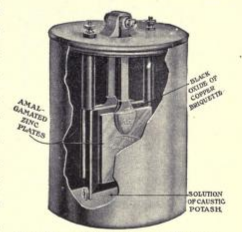
Schnittdarstellung eines Edison-Lalande-Elements

Das Edison-Lalande-Element  ist eine historische Bauform einer elektrisch nicht wiederaufladbaren Primärzelle. Sie wurde von Thomas Alva Edison, nach Vorarbeiten von Felix Lalande und Georges Chaperon, gegen Ende des 19. Jahrhunderts entwickelt. Die ursprüngliche Zelle von Lalande und Chaperon bestand aus einer Elektrode aus Zink und pulverförmigen Kupferoxid und einem flüssigen Elektrolyt aus im Wasser gelösten Kaliumhydroxid. Edison verbesserte konstruktiv den Aufbau, indem er das pulverförmige Kupferoxid durch Pressstücke aus Kupferoxid ersetzte.
Die Zellspannung beträgt bei dem Edison-Lalande-Element 0,75 V, was gegenüber anderen zeitgenössischen galvanischen Elementen wie dem Gravity-Daniell-Element mit höheren Zellspannungen einen Nachteil darstellte, dafür ist der Innenwiderstand der Zelle kleiner und erlaubt höhere Entladeströme.

## Reaktionsgleichungen
Die an der Anode aus Zink ablaufende Oxidation bei der Entladung ist:
{\displaystyle \mathrm {Zn^{0}+4OH^{-}\rightarrow [Zn(OH)_{4}]^{2-}+2e^{-}} }
An der aus Kupferoxid bestehenden Kathode läuft folgende Reduktion ab:
{\displaystyle \mathrm {CuO+H_{2}O+2e^{-}\rightarrow Cu^{0}+2OH^{-}} }